# Фракия (римская провинция)

Римская провинция Фракия около 117 года.

Фра́кия (греч. Θράκη (Thráki), Θρᾴκη (Thrāíkē) или Θρῄκη (Thrēíkē), лат. Thracia или Threcia) — провинция Римской империи с центром в Перинфе, занимавшая территорию современной Болгарии, Сербии, Греции и Турции. Во времена Марка Аврелия население превышало 1 млн человек.

## География Фракии
Южную границу Фракии образует побережье Эгейского моря. Более того, в римское время эта часть Эгейского моря, между фракийским побережьем, Халкидой, фракийским Херсонесом и островом Лемнос называлась Фракийским морем. С восточной стороны берега Фракии омывают воды Мраморного (Пропонтида) и Чёрного (Понт Эвксинский) морей. С севера провинция Фракия была ограничена Гемскими горами (лат. Haemus Mons; ныне носят название Стара-Планина, были также известны как Балканские горы), хотя историческая область поселения фракийских племён простиралась на север вплоть до Дуная. С запада Родопские горы отделяли Фракию от Македонии.

## Племена
Среди племён, населяющих Фракию, следует отметить одриссов (лат. odrysae), живших в среднем течении реки Гебр (ныне Марица), которые уже в V веке до н. э. основали своё Одрисское царство. К западу от одриссов у подножия Родопских гор обитали племена бессов (лат. bessi), южнее бессов, на самом побережье жили племена сапеев (лат. sapaei), траусов (лат. trausi) и киконов (лат. cicone); к западу от Гебра — апсинфии (лат. apsinthii), севернее их — каены (лат. caeni) и тины (лат. thyni).

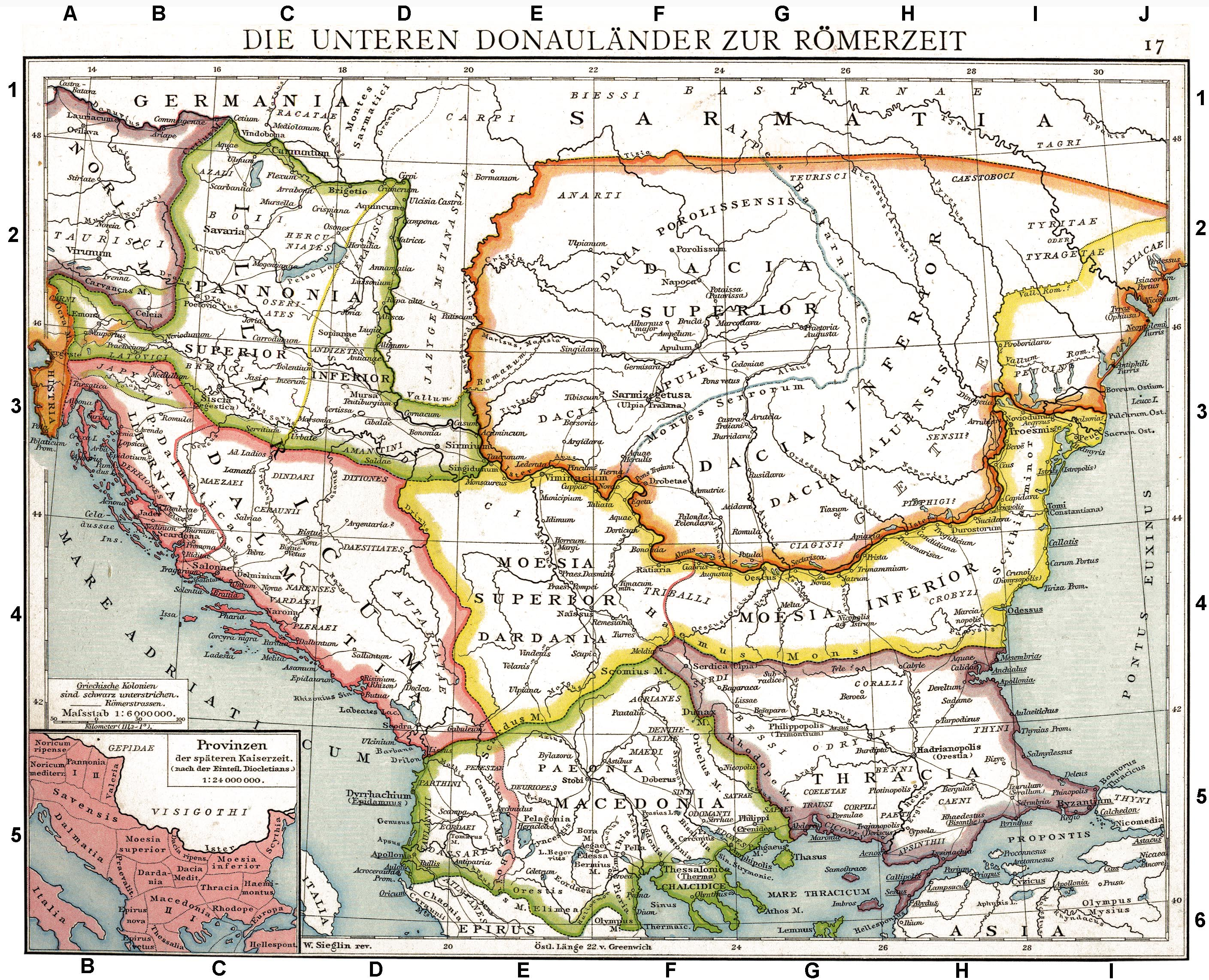
Римские провинции на Балканах

## Римское завоевание Фракии
Об истории древней Фракии до завоевания её Римом см. Древняя Фракия
Притязания Рима на Фракию начались со времён Македонских войн (конец III — середина II века до н. э.). Ослабление правящей партии в Македонии позволило местным фракийским царям добиться независимости. После победы Луция Эмилия Павла в 168 году до н. э. в битве при Пидне Македония была разделена на 4 части под протекторатом Рима. Несмотря на это, ни македоняне, ни фракийцы не считали себя римскими подданными, что привело к ряду восстаний. Восстание Андриска, приведшее к 4-й Македонской войне, получило широкую поддержку во Фракии.
Следующие полтора столетия Фракия постепенно входила в римский мир. В начале I века до н. э. фракийцы находились в союзе с Митридатом VI Евпатором, и после его поражения в 3-й Митридатовой войне (74—63 годы до н. э.) оказались в сфере влияния Рима.
В это время на первый план выдвинулось племя сапеев, возглавляемых царём Раскупором (лат. Rhascuporis). Он был известен как сподвижник Цезаря и Помпея, после поддерживал армию республиканцев против Октавиана и Антония в последние дни существования Республики (44—42 годы до н. э.). После кончины Раскупора в первые годы империи началась чехарда на вершине фракийской власти. К власти приходила то одна, то другая партии, поддерживаемые Римом.
После того, как царь Реметалк III (лат. Roimitalkes III) был в 46 году убит собственной женой, Фракия была окончательно включена в состав империи. Центром провинции Фракия стал город Перинф.

## Римская власть во Фракии
Отсутствие крупных городов затрудняло эффективное управление провинцией. Но в конечном счёте провинция расцвела.

## Города
- Диоклетианополь
- Тримонтиум

## После Диоклетиана
Император Диоклетиан для удобства управления разделил Фракию на 4 провинции, которые вместе со Скифией и второй Мёзией составили Фракийский диоцез префектуры Восток:
- Фракия — северо-западная часть изначальной провинции;
- Родопы — южная и юго-западная часть провинции, между Родопским хребтом, морем, Херсонесом Фракийским и Гебром;
- Европа — юго-восточная часть Фракии на побережье Пропонтиды;
- Гемимонт — северо-восточная провинция, заключённая между Гемскими горами, Чёрным морем и реками Гебр и Эргене.

На территории обновлённой Фракии выделялись города Филиппополь (ныне Пловдив) и Верея (ныне Стара Загора).